# Neumayer-Kanal
Der Neumayer-Kanal (französisch Chenal de Neumayer) ist eine Meerenge im Palmer-Archipel westlich der Antarktischen Halbinsel. Er ist in nordost-südwestlicher Ausrichtung 26 km lang und etwa 2,4 km breit. Er trennt die Anvers-Insel von der Wiencke-Insel und der Doumer-Insel.
Der südwestliche Eingang wurde von Eduard Dallmann entdeckt, dem Leiter der deutschen Expedition von 1873/74. Er nannte ihn Roosenstraße nach dem Hamburger Kaufmann Rudolph Roosen (1830–1907), der sich finanziell an der Forschungsreise beteiligt hatte.
Die belgische Antarktis-Expedition von 1897 bis 1899 unter Adrien de Gerlache de Gomery segelte durch den Kanal und benannte ihn nach Georg von Neumayer. Diese zweite Bezeichnung ist seitdem allgemein gebräuchlich.
Der Neumayer-Kanal hat majestätische Klippen, eine Attraktion für Touristen auf ihren Kreuzfahrtschiffen, die in diese Region kommen. Es wird gesagt, er sei wie ein Labyrinth mit nicht sichtbaren Ausgängen wegen seines S-förmigen Verlaufs. Eingang und Ausgang des Kanals haben scharfe Biegungen.